# Leucotrichia limpia
Leucotrichia limpia är en nattsländeart som beskrevs av Ross 1944. Leucotrichia limpia ingår i släktet Leucotrichia och familjen smånattsländor. Inga underarter finns listade i Catalogue of Life.